# سعادت أباد (مهر أباد)
سعادت أباد (بالفارسية: سعادت‌آباد) هي قرية تقع في إيران في Mehrabad Rural District.